# Reed (Arkansas)
Reed è un comune degli Stati Uniti d'America, situato in Arkansas, nella contea di Desha.